# Medium (Kommunikation)
Ein Medium (lateinisch medium „Mitte, Mittelpunkt“, von altgriechisch μέσον méson „das Mittlere“; auch Öffentlichkeit, Gemeinwohl, öffentlicher Weg) ist nach neuerem Verständnis in der Kommunikation ein vermittelndes Element im ganz allgemeinen Sinn. Das Wort „Medium“ in der Alltagssprache lässt sich oft mit Kommunikationsmittel gleichsetzen.

## Allgemeine Informationen
In der Medientheorie, der Medienphilosophie und den Medienwissenschaften hat sich eine große Anzahl Konzepte mit unterschiedlichen Zielsetzungen entwickelt.
Der Plural Medien wird etwa seit den 1980er Jahren für die Gesamtheit aller Kommunikationsmittel und Kommunikationsorganisationen verwendet und regt mit Schlagworten wie Medienkultur zu interdisziplinären Fragestellungen zwischen technischen, wirtschaftlichen, juristischen, sozialen oder psychologischen Sachverhalten an.

## Begriffsgeschichte
Der Begriff Medium hat eine wechselhafte Geschichte und wurde etwa in der Ästhetik, der Logik, der Physik (etwa bei Aristoteles oder Newton), der Physiologie oder der Rechtsprechung unterschiedlich verwendet. Oft ist von einer Konstellation mehrerer Elemente die Rede, zwischen denen ein Wechselspiel stattfindet, das als Kommunikation verstanden wird. Es stellt sich die Frage, ob eine Definition die vielfältigen Bedeutungen nicht zu stark einschränkt.
Ein älterer vorwissenschaftlicher Medienbegriff bis etwa zum Ende des 18. Jahrhunderts bezog sich auf magische Vermittlung (oder nüchterner gesagt: Vermittlung, die auf einer nicht nachvollziehbaren Macht oder Kompetenz beruht): Ein Medium als Person stellt einen Kontakt zu unerreichbaren Welten her. Die antike Erkenntnistheorie geht ferner von Wahrnehmungsmedien aus, in denen sich Erkenntnis vollzieht (Aristoteles, der die erste Theorie der Wahrnehmungsmedien entwirft, ist auch der erste, der das lokalische „Dazwischensein“ des Mediums substantiviert und als eigenständige Instanz beschreibt, nämlich als ‚to metaxy‘, d. h. als „das Medium“). Diese Medien stehen in enger Verbindung mit den stofflichen Elementen wie Wasser, Luft oder der Atem eines Menschen – eine Elementarlehre, die noch bis ins 18. Jahrhundert wirkt, etwa über Konzepte wie 'Äther'. Der im 19. Jahrhundert entstehende naturwissenschaftlich geprägte Medienbegriff bezeichnete mit Medium die Gesamtheit aller Träger physikalischer und chemischer Vorgänge.
Es kristallisierten sich zwei Medienkategorien heraus, die mit Kommunikation zu tun haben:
Medium als stofflicher VermittlerWeil Stoffe Impuls und Energie übertragen, können sie auch Information übermitteln. Die Übertragung von Schall benötigt z. B. einen vermittelnden Stoff wie Luft.
Medium als KommunikationsmittelVon der stofflich vermittelten Informationsübertragung wurde der Begriff Medium auf Kommunikationsmittel beliebiger Art zwischen Sendern und Empfängern übertragen. Auch die ältere magische Bedeutung blieb in dieser Vorstellung erhalten.
Eine Ausweitung des Medienbegriffs brachten die vom Ende des 19. bis zum Anfang des 20. Jahrhunderts Entwicklungen der Mediengeschichte wie der Phonograph, die Fotografie, die Kinematographie, die Telegraphie und der Rundfunk, aber auch neue Reproduktions- und Herstellungsverfahren in den Printmedien. Seit Ende des Ersten Weltkriegs wurden der Film und nach 1940 das Fernsehen zu Massenmedien.
Durch das kontrovers diskutierte Schlagwort „The Medium is the Message“ („Das Medium ist die Nachricht“, 1967) machte der Literaturwissenschaftler Marshall McLuhan darauf aufmerksam, dass die Kanäle der Informationsübertragung möglicherweise wichtiger seien als die Information selbst, und lenkte damit die Aufmerksamkeit von den Inhalten auf ihre oft wenig beachtete Vermittlung. In seinem Werk Understanding Media (1964) definierte er Medien als Verlängerungen der Sinnesorgane und behauptete auf diese Weise eine Parallele zwischen Massenmedien und Werkzeugen.

## Arten
Zu unterscheiden ist zwischen primären, sekundären, tertiären und quartären Medien:
- Primäre Medien sind die Medien des menschlichen Elementarkontaktes, bei denen zwischen Absender und Empfänger kein Gerät zwischengeschaltet ist wie bei Sprache und Kinesik (wie Mimik, Gestik, Pantomimik).
- Sekundäre Medien erfordern auf der Seite des Absenders technische Geräte, nicht jedoch beim Empfänger. Hierzu gehören Rauch- und Feuerzeichen, Flaggensignale, Schrift (Brief) oder Druckerzeugnisse (Flugblatt, Plakat, Zeitung, Buch).
- Tertiäre Medien erfordern ein technisches Mittel sowohl beim Absender als auch beim Empfänger wie Telefon, Telegrafie, E-Mail, Funk und die elektronischen Massenmedien wie Rundfunk oder Fernsehen.
- Quartäre Medien erfordern ein technisches Mittel zur Vermittlung zwischen Absender und Empfänger, wie zum Beispiel Internet in der Online-Verbindung der computervermittelten Kommunikation.[7]

## Gegenwärtige Verwendung
Umgangssprachlich wird „Massenmedium“ oft für gleichbedeutend mit dem Begriff Medium gehalten: Gemeint sind Kommunikationsmedien mit größerer Verbreitung. Dabei besteht eine begriffliche Unschärfe, was eigentlich als Medium zu bezeichnen ist: die Informationen selbst (z. B. Film), die technischen Einrichtungen (z. B. Filmprojektor, Internet) oder die Institutionen, die beides zur Verfügung stellen (z. B. Facebook, Youtube).
Mit der neusten Entwicklung, die mit der Digitalisierung vieler Kommunikationsmedien, dem Internet und dem Aufkommen der Social Media zusammenhängt, entsteht über die bisherigen Bedeutungen hinaus ein dominantes Konzept der Kulturwissenschaften.

### Hans Magnus Enzensberger
Der Schriftsteller Hans Magnus Enzensberger entwickelte in seiner Abhandlung Baukasten zu einer Theorie der Medien (1970) eine sozialistische Medientheorie, die sich kritisch mit Massenmedien auseinandersetzt. Ausgehend von Bertolt Brechts Radiotheorie sowie von Max Horkheimers und Theodor W. Adornos Polemik gegen die Kulturindustrie beschäftigte er sich mit der Frage, inwieweit Medien zur Emanzipation beitragen können oder Manipulation ausüben. Von ihm stammt auch die Verurteilung des Fernsehens als „Nullmedium“.

### Niklas Luhmann
Eine Definition der Kommunikationsmedien, die Technik voraussetzt, aber nicht unmittelbar mit Technik zu tun hat, stammt von dem Soziologen Niklas Luhmann als Weiterentwicklung der Theorie seines Lehrers Talcott Parsons, der Geld und Macht als Medien verstanden hat. Luhmann stützt sich auf die Feststellung: „Kommunikation ist unwahrscheinlich.“ Medien sind für ihn „Einrichtungen“, die der „Umformung unwahrscheinlicher in wahrscheinliche Kommunikation“ dienen. Dabei unterscheidet er Interaktionsmedien wie Sprache, Verbreitungsmedien wie Schrift (inklusive der sogenannten Massenmedien) sowie symbolisch generalisierte Kommunikationsmedien, zu denen er in Ergänzung zu Parsons die Wahrheit, die Kunst und die Liebe rechnet.
Zu dieser sehr allgemeinen Medienkonzeption tritt bei Luhmann die Unterscheidung von Medium und Form hinzu (in Anlehnung an Fritz Heiders Ding und Medium sowie George Spencer-Browns Gesetze der Form), sodass man zum Beispiel von einem Befehl als Form im Medium der Macht, von einer Untersuchung als Form im Medium der Wahrheit oder von einer freundlichen Geste als Form im Medium der Liebe sprechen kann.

### Harry Pross
Harry Pross teilt Medien abhängig von deren Produktions- und Rezeptionsbedingungen in Gruppen ein:
- primäre Medien sind Mittel des menschlichen Elementarkontaktes ohne Gerät,
- sekundäre Medien bedürfen zu ihrer Hervorbringung, nicht jedoch zu ihrer Wahrnehmung, Geräte,
- tertiäre Medien setzen auf Seiten des Produzenten wie auf der des Konsumenten Geräte voraus.

### Manfred Faßler
Nach dem Vorschlag von Manfred Faßler (1997) kommen heute zu den von Harry Pross beschriebenen Medien quartäre Medien hinzu, die auf beiden Seiten Geräte voraussetzen, nicht aber ausschließlich der massenmedialen Kommunikation oder der Mitteilungsverbreitung dienen. Das Internet ist z. B. ein Medium, das vom Nutzer aktive Entscheidungen über den Konsum verlangt und zum Teil direkte Rückkopplung des Nutzers zum Anbieter erlaubt. Daraus ergeben sich schnelle und spontane Wechsel der Zuordnung aufgrund der Benutzungsmodi: Wechsel zwischen tertiären Eigenschaften und quartären sind etwas Neues, das in diese Struktur einzufügen ist. Digitalisierung ermöglicht die Integration und Mischung der ersten drei Medienstufen in der vierten. Quartäre Medien bieten eine enge Verbindung massenmedialer Eigenschaften (tertiäre Medien), erlauben aber den jederzeitigen schnellen Wechsel zwischen individualer und Gruppenansprache bzw. Kommunikation, aber immer unter Bedingungen, die auf beiden Seiten der Kommunikation auf Geräte angewiesen ist.

### Ulrich Saxer
Ulrich Saxer präsentierte 1998 eine Definition, die Medien nicht nur als technische Artefakte, sondern in ihrer gesellschaftlichen Dimension zu erfassen versucht. „Medien sind komplexe institutionalisierte Systeme um organisierte Kommunikationskanäle von spezifischem Leistungsvermögen“ und sind durch fünf mehr oder weniger stark ausgeprägte Merkmale gekennzeichnet:
1. Medien stellen technische Kommunikationskanäle dar, die verschiedene Zeichensysteme – visuelle (z. B. Zeitungen), auditive (z. B. Radio) und audiovisuelle (z. B. Fernsehen) – mit unterschiedlich ausgeprägter Kapazität transportieren können.
2. Medien müssen sich organisieren, um ihre jeweilige Medientechnik wirkungsvoll zum Tragen bringen zu können.
3. Medienkommunikation resultiert aus Herstellungs-, Bereitstellungs- und Empfangsprozessen und bildet damit ein komplexes System der Medien.
4. Medien können sowohl funktional als auch dysfunktional sein. Sie sind in kultureller, wirtschaftlicher, politischer und sozialer Hinsicht problemlösend und problemschaffend zugleich.
5. Medien sind institutionalisiert.

### Jürgen Wilke
Der Medienwissenschaftler Jürgen Wilke prägte 1999 den Begriff Leitmedium für Massenmedien, die einen besonderen Einfluss auf die Meinungsbildung haben. Sein Interesse am spezifischen Zusammenhang zwischen Medium und Beeinflussung wurde im Englischen mit dem Begriff „German leitmedium“ ironisiert.

### Hanno Scholtz
Der Soziologe und Politikwissenschaftler Hanno Scholtz verwendet eine Definition von Medien als „Produzenten abgeleiteter Wahrnehmung“. Diese kürzeste existierende Nominaldefinition ermöglicht es einerseits, Medien zu erfassen, die keinen definierbaren Sender haben (also insbesondere das Internet). Andererseits bieten ihre drei Teile des Rezipientenbezugs („Wahrnehmung“), der Realität, aus der die vermittelten Signale „abgeleitet“ sind, und der Produktion dieser Ableitungen gleich eine natürliche Struktur von Aspekten der Mediensoziologie an.

## Medienphilosophie
Das Philosophieren über Kommunikationsmedien wird seit den 1990er Jahren Medienphilosophie genannt. Vorreiter etwa seit der Mitte des 20. Jahrhunderts waren Walter Benjamin, Roland Barthes, Jacques Derrida, Vilém Flusser oder Jürgen Habermas. Sekundärliteratur von Frank Hartmann oder Mike Sandbothe hat den Begriff an den Universitäten etabliert. Zu den Medienphilosophen der Gegenwart zählen etwa Norbert Bolz, Sybille Krämer und Dieter Mersch.

### Georg Rückriem
Georg Rückriem differenziert, im Gegensatz zu den genannten Definitionen, bereits zwischen den Begriffen Vermittlung, Mittel und Medium, wobei das Medium lediglich ein Raum ist, innerhalb dessen die durch Mittel vermittelte Beziehung möglich wird. „Mittel“ bedeutet dann in diesem Zusammenhang, ein Instrument um einen Zweck zwischen zwei Größen zu ergeben. Dies ist oftmals optional zum Zwecke der Nutzenmaximierung. Damit wäre dem Beispiel oben folgend die Zeitung als stoffliches Medium nicht als solches, sondern als Mittel zu bezeichnen.

### Vilém Flusser
Vilém Flusser prophezeite die Ablösung des Alphabets durch „Technobilder“ und entwarf die Utopie einer „telematischen Gesellschaft“, in der die Autoritäten mittels der Neuen Medien überwunden seien. Seine Visionen, die er „Kommunikologie“ nannte, richteten sich gegen eine pessimistische Medienkritik.

### Régis Debray
Régis Debray ist vor allem im französischen Sprachgebiet breit rezipiert. Er vertritt eine Medienphilosophie, die er Mediologie nannte und vor allem in den 1990er Jahren häufig kommentiert wurde. Dabei versuchte er sich von technologischen und anthropologischen Ansätzen frei zu machen und eine breiter orientierte geisteswissenschaftliche Medienphilosophie zu entwickeln, die auch Kunstwerke oder Institutionen zum Gegenstand machte. Im deutschen Sprachgebiet hat etwa Frank Hartmann daran angeknüpft.

### Lambert Wiesing
Lambert Wiesing versteht in seiner Studie Artifizielle Präsenz. Studien zur Philosophie des Bildes ein Medium als ein Werkzeug, weist aber darauf hin, dass deshalb nicht – wie etwa bei McLuhan – alle Werkzeuge gleich Medien sind: Nach Wiesing sind Medien vielmehr ausschließlich die Werkzeuge, mit denen sich „Genesis“ und „Geltung“ trennen ließen. Medien seien „Geltungsherstellungswerkzeuge“.

## Liste von Definitionen
- „Vermittlungsträger von Informationen“ (Horn/Kerner[22])
- „Informationsvermittler zwischen Quelle und Senke“ (Fluckiger[23])
- „Medien sind Mittler und bilden eine Sphäre der Vermittlung“ (Winkler[24])
- „komplexe, institutionalisierte Systeme um organisierte Kommunikationskanäle von spezifischem Leistungsvermögen“ (Saxer[25])
- „Praktischer Therapeut (Medium) zwischen „Guru“-Therapeut (Supervisor) und Zielperson (target)“[26]
- „unsichtbare, nicht materialisierbare Informations- und Kommunikationssysteme“ (Rückriem[18])
- „vermittelndes Element“ (Duden)[27]
- „Medien sind Technik zum Speichern, Übertragen und Verarbeiten von Informationen.“ (Kittler)[28]
- „Medien sind Produzenten abgeleiteter Wahrnehmung.“ (Scholtz)[17]